# 霜月えいと
霜月 えいと（しもつき えいと）は、日本のイラストレーター。第15回電撃イラスト大賞銀賞を受賞。
主にライトノベル作品の挿絵を担当。

## 作品リスト

### 原画
商業作品
- 電撃文庫MAGAZINE Vol.7 『電撃コラボレーション 4月、それは――××××』
- ささみさん@がんばらない（提供バックイラスト）
- 翠星のガルガンティア（本放送第3話エンドイラスト）
- チェインクロニクル(レムレス島：主要キャラクター)
- Cutie Honey Universe（第2話エンドカード）

### 挿絵・挿画
- 一迅社文庫刊
  - 人類よ私に奉仕なさい、著者：柄本和昭
- アルファポリス刊
  - Bグループの少年、著者：櫻井春輝
- ガガガ文庫刊
  - 下ネタという概念が存在しない退屈な世界、著者：赤城大空
  - デスペラード ブルース、著者：江波光則
- 星海社文庫刊
  - 世界征服、著者：至道流星
- 電撃文庫刊
  - 赤村崎葵子の分析はデタラメ 、著者：十階堂一系
  - ぼくらはみんなアブノーマル、著者：佐々山プラス
  - 宇宙人の村へようこそ 四之村農業高校探偵部は見た!、著者：松屋大好
- ファミ通文庫刊
  - 部活アンソロジー「青」、著者：更伊俊介・ほか
- MFブックス刊
  - 先代勇者は隠居したい、著者：井々田K
  - 女騎士さん、ジャスコ行こうよ、著者：伊藤ヒロ
- 角川スニーカー文庫刊
  - 星降る夜は社畜を殴れ、著者：高橋祐一
- ヒーロー文庫刊
  - こちら討伐クエスト幹線窓口、著者：岬キタル
  - 嘘つき戦姫、迷宮をゆく、著者：佐藤真登
  - 黒白の勇者、著者：陽山純樹
- 富士見ファンタジア文庫刊
  - 姫騎士はオークにつかまりました。、著者：霧山よん
  - 札幌市白石区みなすけ荘の事件簿 ココロアラウンド、著者：辻室翔
- 講談社ラノベ文庫刊
  - 最強秘匿の英雄教師、著者：左和ゆうすけ
- NOVEL 0 刊
  - 最強のブラック公務員田中とヴァンパイアキャットの姫君　著者：縹けいか
- プライムノベルス刊
  - クール・エール、著者：砂押司
- Mノベルス刊
  - 二の打ち要らずの神滅聖女 〜五千年後に目覚めた聖女は、最強の続きをすることにした〜、著者：藤孝剛志
  - 狂戦士なモブ、無自覚に本編を破壊する、著者：なるのるな